# معماری مک‌اواس
معماری مک‌اواس لایه‌های سیستم‌عامل را توصیف می‌کند که اوج فرایند تحقیق و توسعه یک دهه شرکت اپل برای جایگزینی سیستم‌عامل مک کلاسیک است.
پس از شکست تلاش‌های قبلی آنها - در پروژه پینک که به عنوان یک پروژه اپل شروع شد اما به سرمایه‌گذاری مشترک با آی‌بی‌ام به نام Taligent تبدیل شد و Copland که در سال ۱۹۹۴ شروع شد و دو سال بعد لغو شد - اپل توسعه Mac OS X در سال ۱۹۹۷ آغاز کرد..
Mac OS X در سال ۲۰۱۲ به OS X و سپس در سال ۲۰۱۶ مجدداً به macOS تغییر نام داد.